# Le Mytho
Pour plus de détails, voir Fiche technique et Distribution.
Le Mytho (Just Go with It) ou Méchant Menteur au Québec (Just Go with It) est un film américain de Dennis Dugan sorti en 2011. 
Le film est tenu par les acteurs principaux Adam Sandler et Jennifer Aniston.

## Synopsis
Danny Maccabee est un chirurgien plasticien qui s'invente un mariage malheureux pour séduire les femmes. Après avoir croisé celle qu'il croit être « la bonne », il est forcé d'élaborer un tissu de mensonges qui ne cessent de prendre de l'ampleur pour la séduire, impliquant rapidement son assistante Katherine Murphy  et les enfants de Katherine dans cette histoire à l'eau de rose.

## Fiche technique
- Titre original : Just Go with It
- Titre français : Le Mytho
- Titre québécois : Méchant Menteur
- Réalisation : Dennis Dugan
- Scénario : Allan Loeb (en) et Timothy Dowling, d'après le scénario d'I. A. L. Diamond inspiré de la pièce de théâtre Fleur de cactus de Pierre Barillet et Jean-Pierre Grédy
- Direction artistique : Alan Au
- Décors : Perry Andelin Blake, Claire Kaufman
- Image : Theo van de Sande
- Musique : Rupert Gregson-Williams
- Production : Jack Giarraputo, Heather Parry et Adam Sandler
- Société de production : Happy Madison Productions
- Société de distribution : Columbia Pictures
- Pays d'origine :  États-Unis
- Langue : anglais
- Format : Couleurs - 35 mm- son Dolby DTS
- Genre : Comédie romantique
- Date de sortie en salles :
  - États-Unis : 11 février 2011
  - France : 23 mars 2011
  - Belgique : 6 avril 2011

## Distribution
- Adam Sandler (VF : Serge Faliu ; VQ : Alain Zouvi) : Dr. Daniel « Danny » Maccabee
- Jennifer Aniston (VF : Dorothée Jemma ; VQ : Isabelle Leyrolles) : Katherine Murphy/Devlin Maccabee/Katherine Maccabee
- Brooklyn Decker (VF : Caroline Victoria ; VQ : Aline Pinsonneault) : Palmer
- Nicole Kidman (VF : Danièle Douet ; VQ : Anne Bédard) : Devlin Adams
- Minka Kelly : Joanna Damon
- Dave Matthews (VQ : Pierre Auger) : Ian Maxtone-Jones
- Nick Swardson (VF : Renaud Marx ; VQ : Olivier Visentin) : Eddie Simms/Dolph Lundgren
- Bailee Madison (VF : Alice Orsat ; VQ : Ludivine Reding) : Maggie Murphy/Kikidi Maccabee/Maggie Maccabee
- Griffin Gluck (VQ : Alexis Plante) : Michael Murphy/Bart Maccabee
- Kevin Nealon (VF : Patrick Guillemin ; VQ : Marc-André Bélanger) : Adon
- Heidi Montag (VF : Anne Broussard) : Kimberly
- Rachel Dratch (VF : Barbara Delsol ; VQ : Lisette Dufour) : Kirsten Brant
- Dan Patrick : Hula Emcee
- Michael Laskin : M. Maccabee
- Carol Ann Susi : Mme Maccabee
- Rakefet Abergel : Rachel Maccabee
- Keith Middlebrook : Rick North
- Elena Kolpachikova : Katja
- Lori Heuring : la vendeuse
- Jackie Sandler : Veruca
- Keegan-Michael Key : Hairdresser

- Version française
  - Société de doublage : Les Studios de Saint-Ouen
  - Direction artistique : Béatrice Delfe
  - Adaptation des dialogues : Sylvie Caurier

Source et légende  : VF = Version française sur Allodoublage et RS Doublage ; VQ = Version québécoise

## Distinctions
- Golden Raspberry Awards 2011 : 5 nominations dans les catégories Pire acteur, Pire second rôle masculin, Pire second rôle féminin, Pire réalisateur et Pire couple à l'écran.

## Box-office
| Pays       | Box-office (2011) |
| ---------- | ----------------- |
| Monde      | 214 599 000 US$   |
| États-Unis | 102 681 000 US$   |
| France     | 250 000 entrées   |

Sources : JPBox-Office.com.

## Autour du film
- Le Mytho est le remake du film Fleur de cactus réalisé par Gene Saks en 1969 avec Walter Matthau, lui même adapté de la pièce de théâtre éponyme de Pierre Barillet et Jean-Pierre Grédy.
- La bande originale du film contient cinq mashups, composés par Party Ben, DJ Zebra et DJ Y alias JY.
- Au début du film, la femme avec la robe de mariage est Jackie Sandler, la femme d'Adam Sandler.
- À la fin du film, l'homme (présenté comme un joueur professionnel de tennis) que Palmer rencontre dans l'avion lors de son retour vers le continent américain, est interprété par le tennisman Andy Roddick, l'époux de Brooklyn Decker dans la vie.
- La version française de la comédie romantique de Shawn Levy  produite en 2002 et intitulée Big Fat Liar avait aussi pour titre Méchant menteur